# Parastethynium
Parastethynium is een geslacht van vliesvleugeligen uit de familie Mymaridae. De wetenschappelijke naam van dit geslacht is voor het eerst geldig gepubliceerd in 2007 door Lin & Huber.

## Soorten
Het geslacht Parastethynium omvat de volgende soorten:
- Parastethynium hirsutum Huber, 2011
- Parastethynium maxwelli (Girault, 1915)